# Grund (Hilchenbach)
Grund is een plaats in de Duitse gemeente Hilchenbach, deelstaat Noordrijn-Westfalen, en telt 384 inwoners (2006).